# 유황 (아무경후)
유황(劉黃, ? ~ ?)은 전한의 제후로, 하간헌왕의 후손이다.

## 행적
아버지 유영제의 뒤를 이어 아무후(阿武侯)에 봉해졌다. 시호를 경(頃)이라 하였고, 아들 유장구가 작위를 이었다.

## 출전
- 반고, 《한서》 권15상 왕자후표 上

| 전임 아버지 아무희후 유영제 | 전한의 아무후 ? ~ ? | 후임 아들 유장구 |